# اسکوتیسم

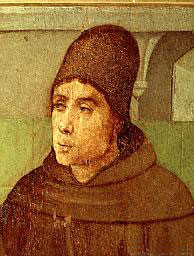
جان دانس اسکوتوس خجسته (حدود ۱۲۶۵ تا ۱۳۰۸ میلادی)، نام‌بخش اسکوتیسم.

«آنتونیو دی فانتیس»، «اثر آکسفورد»

اسکوتیسم (به انگلیسی: scotism)، مکتبی یا دستگاهی فلسفی و الهیاتی است که به نام فیلسوف و الهی‌دان اسکاتلندی قرن سیزدهم میلادی، جان دانس اسکوتوس نام‌گذاری شده‌است. این اصطلاح بر گرفته از نام مؤسس آن می‌باشد، کسی که کتاب «اثر آکسفورد» وی یکی از مهم‌ترین اسناد در فلسفه قرون وسطایی و الهیات کاتولیک رومی بود و مسئله‌ای را تعریف نمود که بعدها توسط پاپ پیوس نهم در اساس‌نامه «خدای غیرقابل بیان» در ۸ دسامبر ۱۸۵۴ میلادی، به عنوان دگم مفهوم لقاح مطهر اعلام شد.

## توسعه
اسکوتیسم از درون «مکتب قدیمی فرانسیسکان» که مکتب غالب الهیات قرون وسطی بود برخاست. این مکتب فکری در اوایل از آگوستینیسم پیروی نمود، مکتبی که در زمان خود در عرصه الهیات مسلط بود.
اسکوتوس برای تقابل با پیروان «اکویناس» میدان را از قبل خالی یافت. وی از ارسطوگری استفاده بهینه نمود، اما هنگام کاربرد آن نقد تند و تیزی کرده و در نکات مهم از آموزه‌های مکتب قدیمی فرانسیسکان پیروی می‌کرد. به‌ویژه در رابطه به چندگانگی اشکال یا روح، موضوع معنوی فرشته‌ها، روح‌ها و غیره، که در این زمینه‌ها با انرژی کامل با اکویناس در مبارزه بود. از این‌رو، اسکوتیسم یا آنچه بنام مکتب بَعدی فرانسیسکن یاد می‌گردد، تنها ادامه یا شکل توسعه یافته مکتب قدیمی‌تر است، با پذیرش وسیع تر اما نه همه‌جانبه ایده‌های فلسفه مشاء. تفاوت میان «تومیسم» و اسکوتیسم را می‌توان اینگونه بیان کرد که، هر چند هر دو مکتب از فلسفه نوافلاطونی و ارسطوگری عربی مشتق می‌شوند، تومیسم بیشتر به ارسطوگرایی ارتدکس ابن میمون، ابن رشد و ابن سینا نزدیک‌تر است، در حالی‌که اسکوتیسم گرایش افلاطون‌گرایی را بازتاب داده و به تعالیم سلیمان بن گبیرول، اخوان الصفا، الخیر المحض و پروکلس لیکایوس تا فلوطین نزدیک‌تر است.
برای دریافت معلومات بیشتر از رابطه این دو مکتب با یکدیگر یا رابطه اسکوتوس با «الکسندر هیلز» و بوناونتورای قدیس، به اثر «فلاندری ریکالکت» ، «ماتیاس هاوزر» مراجعه نمایید. شایان ذکر است که، هرچند تومیسم به فلسفه رسمی در کلیسا مبدل گردید، اما تأثیرات اسکوتیسم در بسیاری از نکات مهم پذیرفته شد، از جمله تعالیم مرتبط به لقاح مطهر.

## تضاد عقیدتی در کلیسای کاتولیک
نام‌گرایی از اسکوتوس هم قدیمی‌تر است، اما احیای مجدد آن در اوکامیسم ممکن است ریشه در برخی گزاره‌های اغراق‌آمیز و یک جانبه اسکوتوس داشته باشد. «صورت‌گرایی» اسکوتوس به‌صورت مستقیم در تضاد با نام‌گرایی قرار دارد و اسکوتیست‌ها با تومیست‌ها در مبارزه با نام‌گرایی همدست بودند؛ خود اوکام رقیب سرسخت اسکوتوس بود. شورای ترنت سلسله تعالیمی که از جانب اسکوتیست‌ها تأکید شده بود (مانند آزادی اراده، همکاری رایگان با «فیض الهی» و …) را به‌عنوان عقاید جزمی تعریف نمودند. به عبارت دیگر، قوانین کلیسا عمداً به‌گونه‌ای تنظیم می‌شدند که اسکوتیسم را تحت تأثیر قرار ندهند (مثلاً این‌که اولین انسان از تقدس و عدالت برخوردار بود). این کار از جانب شورای واتیکان نیز صورت گرفت. اسکوتیسم در «جدال‌های تامستیک و مونولیستیک» در مورد علم غیب خدا، تقدیر، ارتباط لطف الهی با ارادهٔ آزاد دخالت اندک داشت. آن‌ها یا یکی از طرفین را حمایت نمودند یا موضع میانی را اختیار نموده و هم نظریه تامیست‌ها در مورد تقدیر و هم‌نظریه مونولیست‌ها در مورد علم ازلی خداوند را رد نمودند. خدا در جوهر خود اعمال آزادی را که ما در آینده انجام می‌دهیم می‌داند و مشیت آزاد خود را فراهم می‌کند، که نه تنها اراده آزاد ما را از قبل تعیین نمی‌کند بلکه آنرا همراهی نیز می‌نماید.

## سنت یسوعی
فیلسوفان و الهی‌دان‌های یسوعی یک سلسله گزاره‌های اسکوتیسم را پذیرفتند. بعدها بیشتر این گزاره‌ها توسط مقامات رد گردید و برخی از گزاره‌های دیگر حتی توسط الهی‌دانان کاتولیک درست فهمیده نشده بودند و در نتیجه این کج‌فهمی به درستی رد شدند. مانند تعالیم «یکنوایی هستی» ، پذیرفتن شایستگی‌های مسیح و انسان و ….
گزاره‌های بی‌شمار از جانب تعداد زیادی از دانشمندان کاتولیک پذیرفته شده‌اند. یا حداقل مورد تأیید آن‌ها قرار گرفته که از بینشان گزاره‌های مرتبط به روان‌شناسی نیز موجود است: مثلاً این‌که قدرت‌های روح تنها اتفاقی یا حتی طبیعت و ضرورت روح نیستند و اینکه این‌ها در واقع از جوهر روح یا از یکدیگر و غیره مجزا نیستند.
یسوعی‌ها هم‌چنین گزاره‌های زیادی پیرامون تعالیم در مورد فرشته‌ها را از اسکوتیسم گرفتند.

## تأثیر روی فلسفه و الهیات
اسکوتیسم در رشد فلسفه و الهیات تأثیر گذار بود؛ اهمیتش آنگونه که اغلب پنداشته می‌شود تنها منفی نبوده‌است؛ یعنی، اسکوتیسم تنها به این حقیقت خلاصه نمی‌شود که نقدی بر توماس اکویناس و مکتب تومیسم بوده‌است.
اکثراً میان تعلیمات اسکوتیسم و اکویناس مقایسه صورت می‌گیرد. به‌عنوان مثال، در بخش آخر جلد اول اثر «هاوزئور» که در فوق ذکر گردید؛ توسط «سارنانو».‏ در بیشتر موارد، تفاوت‌ها بیشتر در اصطلاحات هستند و اگر کسی روی یک بخش خاص اسکوتوس یا اکوینوس تأکید نموده و با دیگری مقایسه نماید، یک تطابق میان آن‌ها می‌یابد. با این حال، در بعضی نکات تناقض‌هایی هم وجود دارد.
اسکوتیسم به‌طور کلی حامیان خود را در میان رده فرانسیسکان پیدا کرد؛ مسلماً، مخالفت با دومینیکن‌ها (یعنی با اکویناس)، بسیاری از اعضاء را جزو مریدان اسکوتوس بود. با این حال، بدین معنی نیست که اساس و توسعه اسکوتیسم را به عنوان محصول رقابت میان دو فرقه دانست. حتی اکویناس نیز در اوایل با مخالفینی در رسته خود مواجه شد. تمامی دومینیکن‌ها درهمه موضوعات از او پیروی نمی‌کردند (مثلاً، «دورنادوس اهل سنت پورشیان»).
آموزه‌های اسکوتیسم مورد حمایت بسیاری از مینوریت‌ها قرار گرفت. با این حال، اسکوتیسم هیچ حامی در میان استادان سیکولار و سایر رسته‌های دینی (مثلاً «پیروان آگوستین» ، «سروایتس‌ها» و …) نیافت، به‌ویژه در انگلستان، ایرلند و اسپانیا. از میان مینوریت‌ها که آموزه‌های اسکوتیسم را مورد حمایت قرار دادند، فرقهٔ کانونچوال‌ها ظاهراً بیشترین پایبندی را به اسکوتوس داشتند، به‌ویژه در دانشگاه پادوا، جایی که تعداد زیادی از اساتید مجرب تدریس می‌نمودند.

## ظهور مکتب اسکوتیسم
تنها در پایان قرن پانزدهم میلادی یا اوایل قرن شانزدهم میلادی است که می‌توان از ظهور یک مکتب ویژه اسکوتیسم صحبت به میان آورد. کارهایی که از جانب پیشوا صورت گرفته بود جمع‌آوری گردید، در نسخه‌های زیادی ترتیب داده شده و سپس تبلیغ گردید. هم‌چنین ما تعداد بی‌شماری از مقررات فصل‌های عمومی را از ۱۵۰۱ میلادی می‌یابیم که در آن‌ها اسکوتیسم به عنوان تعالیم رسته توصیه یا مستقیماً تجویز شده‌است.
این‌طور به نظر می‌رسد که اسکوتیسم بیشترین شهرت خود را در آغاز قرن هفدهم میلادی بدست آورد؛ ما حتی صندلی‌های ویژه مربوط به اسکوتیسم را در قرن‌های شانزدهم و هفدهم میلادی می‌توانیم بیابیم، مثلاً در پاریس، روم، کویمبرا، سالامانکا، آلکالا، پادوا و پاویا. از این مکتب در قرن هجدهم نیز به‌صورت جدی پیروی می‌گردید. اما در قرن نوزدهم به‌صورت گسترده روبه زوال رفت. یکی از علل این زوال سرکوبی مکرر این رسته تقریباً در تمامی کشورها بود، چون آموزه‌های توماس مقدس که توسط چندین پاپ تبلیغ می‌گردید نمی‌توانست مورد تأیید اسکوتوس‌گرایی باشد.
حتی این ادعا صورت گرفته که این مکتب تنها از جانب کلیسای کاتولیک پذیرفته شده بود؛ اما این بیانیه در رابطه با مکتبی که حتی تنها یک گزاره آن مورد نکوهش قرار نگرفته‌است و مکتبی که تعداد زیادی از انسان‌های مورد تکریم (اسقف‌ها، کاردینال‌ها، پاپ‌ها و قدیس‌ها) پیرو آن بودند، به لحاظ قیاسی درست به‌نظر نمی‌رسد؛ هم‌چنین این بیانیه، با درنظر داشتن این‌که در انواع گوناگون قوانین عمومی (به‌صورت مکرر تا به امروز) که منظور گردیده‌اند، حداقل اسکوتیسم توصیه شده‌است، نیز غیر محتمل به نظر می‌رسد. پاپ لئون سیزدهم و پیوس دهم در فرمان‌های خود نه تنها آموزه‌های توماس مقدس، بلکه به‌طور عموم مکتب‌گرایی را نیز توصیه نمودند که این امر شامل مکتب اسکوتیسم هم می‌شود.

## اسکوتوس‌گراها
بیشتر اسکوتوس‌گراها هم فیلسوف هستند و هم الهی‌دان. مشهورترین اسکوتوس‌گراهای قرن چهارم شامل «انتونیوس اندریا» و «فرانسیس مایرون» (در حدود ۱۲۸۰–۱۳۲۸ میلادی) نویسنده «رساله‌ای در مورد تعالی» می‌باشد. فرانسیس مایرون کسی بود که «آکتوس سوربونیکوس» را در دانشگاه پاریس معرفی نمود.

### قرون پانزدهم و شانزدهم میلادی
اسکوتوس‌گراهای قرن پانزدهم میلادی شامل دو پاپ، الکساندر پنجم و سیکستوس چهارم، گزیننده فریدریک سومِ اهل زاکسن و «انجلوس اهل چیواسو» می‌گردید. کار انجلیوس چیواسو در الهیات اسکوتیسم به حدی بدنام بود که در ملأ عام توسط مارتین لوتر سوزانده شد.
اسکوتوس‌گرایان مشهور قرن شانزدهم میلادی شامل «پاول اسکریپتوریس» ، استاد برجسته دانشگاه توبینگن و «انتونیو ترومبیتا» ، اسقف اعظم آتن، بود.